# Diaethria phlogea
La mariposa del 89 o del 98 (Diaethria phlogea) es una especie de lepidóptero de la familia Nymphalidae. Es originaria de Colombia y Venezuela (Guanare).
Su nombre común es debido al diseño en sus alas posteriores que parece el número 89 o 98.
Algunos autores lo consideran una subespecies de Diaethria euclides.